# Pararistolochia fimbriata
Pararistolochia fimbriata är en piprankeväxtart som beskrevs av M.E.Leal & D.Nguema. Pararistolochia fimbriata ingår i släktet Pararistolochia och familjen piprankeväxter. Inga underarter finns listade i Catalogue of Life.